# CA-33

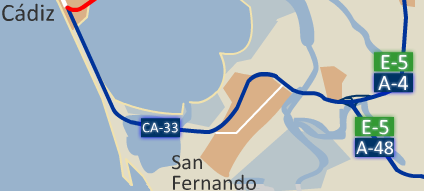
Mapa de la CA-33

La CA-33 es una autovía urbana conocida como Acceso a Cádiz desde San Fernando que tiene una longitud de 13,2 kilómetros y que conecta entre Cádiz (sur) y San Fernando. Antes de la inauguración del Puente José León de Carranza en 1969, era el único acceso por carretera a la ciudad de Cádiz.
La vía es un desdoblamiento de la anterior carretera N-IV que fue desdoblada en 1970. En marzo de 1986 fue inaugurada la variante de San Fernando como carretera y no hasta el año 1998 había desdoblada la variante y un año después, completaron la variante con el Nudo de Tres Caminos. En 2003 pasaron el cambio de la denominación a la actual CA-33.

## Tramos
| Denominación | Tramo | Kilómetros    | Año servicio                                                                    |
| ------------ | --- | ------------- | ------------------------------------------------------------------------------- |
| CA-33        | Cádiz Sur CA-36 - San Fernando Oeste Nudo original de La Cortadura Remodelación Nudo de La Cortadura Enlace a la Calle Prado del Rey Tramo ampliado Enlace de Torregorda Enlace de San Fernando Oeste | - 7,3 - -     | 1969 1996 1992 2 carriles por sentido: 1970 2002 1986                           |
| CA-33        | Variante de San Fernando Tramo original: San Fernando Oeste - San Fernando Este Tramo ampliado: San Fernando Oeste - San Fernando Este Tramo: San Fernando Este - Tres Caminos A-4 A-48 Nudo original de Tres Caminos A-4 A-48 Primera remodelación Nudo de Tres Caminos A-4 A-48 Segunda remodelación Nudo de Tres Caminos A-4 A-48 | 4,6 3,3 2 - - | 1 carril por sentido: 1986 2 carriles por sentido: 1998 1999 1969 1991 En obras |

## Trazado
| Velocidad                                                 | Esquema | Carriles | Salida | Sentido Tres Caminos (A-4 y A-48)                                                  | Sentido Cádiz (CA-36)                                | Carriles | Carretera | Notas |
| --------------------------------------------------------- | ------- | -------- | ------ | ---------------------------------------------------------------------------------- | ---------------------------------------------------- | -------- | --------- | ----- |
|                                                           |         |          |        | CA-33 San Fernando E-5 A-4 Jerez de la Frontera Sevilla E-5 A-48 Algeciras         | Avenida Periodista Beatriz Cienfuegos                |          | CA-36     |       |
|                                                           |         |          |        | Playa de Cortadura                                                                 |                                                      |          |           |       |
|                                                           |         |          | 1      |                                                                                    | zona franca CA-36 Puerto Real E-5 AP-4 CA-32 Sevilla |          |           |       |
|                                                           |         |          | 4      | Torregorda Santibáñez zona militar                                                 | Torregorda Santibáñez zona militar                   |          |           |       |
|                                                           |         |          | 7      | San Fernando (sur) \| estación de servicio Estación de servicio Moeve La Ardila \| | San Fernando (sur)                                   |          |           |       |
|                                                           |         |          | 8      | San Fernando Bahia sur                                                             | centro comercial                                     |          |           |       |
|                                                           |         |          | 11     | San Fernando (norte)                                                               | San Fernando (norte) La Carraca                      |          |           |       |
|                                                           |         |          |        | Caño de Sancti-Petri 290 metros                                                    | Caño de Sancti-Petri 290 metros                      |          |           |       |
|                                                           |         |          | 13     | polígono industrial                                                                | polígono industrial                                  |          |           |       |
|                                                           |         |          |        | E-5 A-4 Puerto Real Sevilla E-5 AP-4 Sevilla                                       |                                                      |          | E-5 A-4   |       |
|                                                           |         |          |        | E-5 A-48 Chiclana de la Frontera Algeciras Málaga                                  | CA-33 San Fernando Cádiz                             |          | E-5 A-48  |       |
| estación de servicio Estación de servicio Moeve La Ardila |         |          |        |                                                                                    |                                                      |          |           |       |

## Galería de imágenes

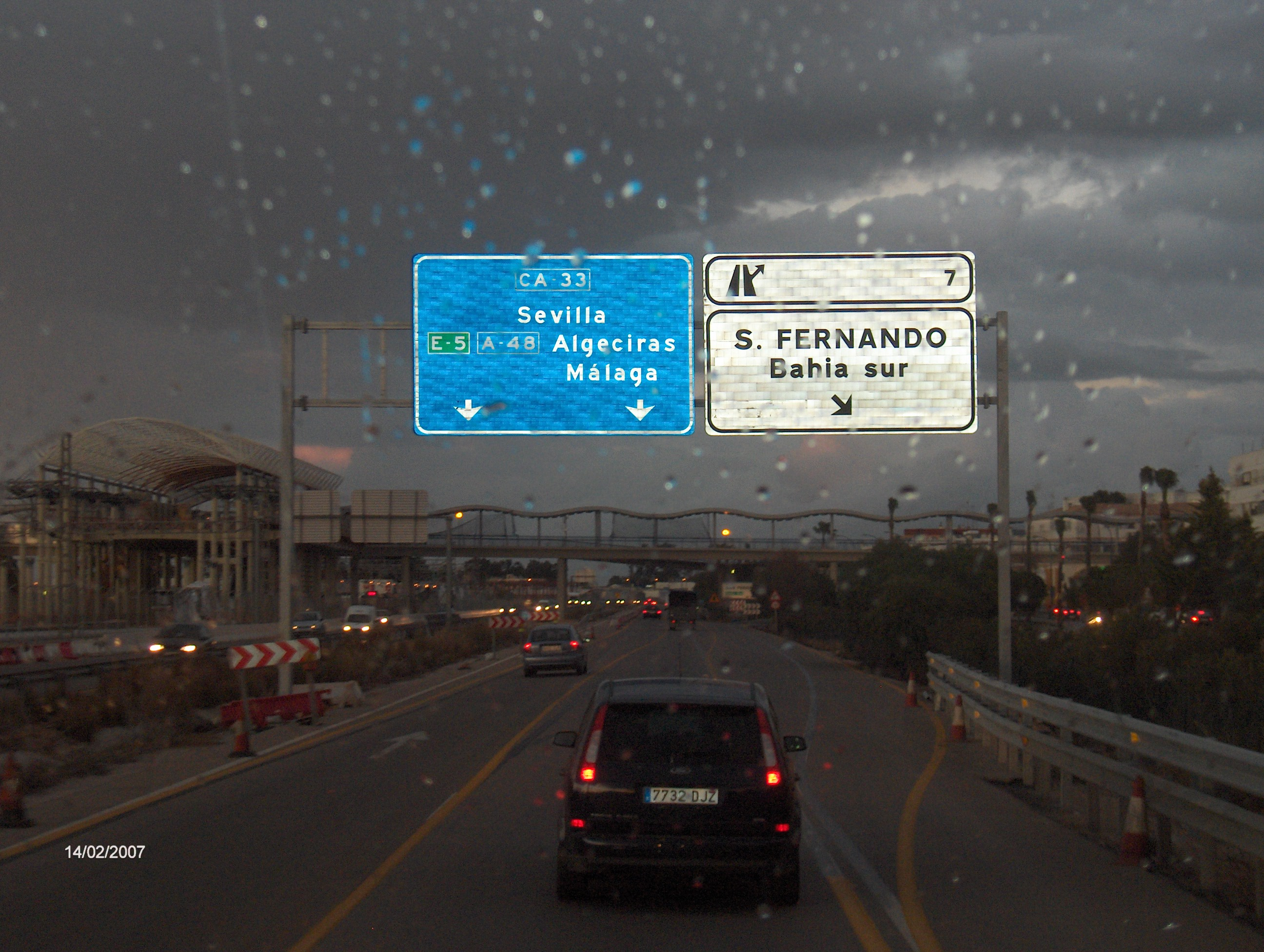
Acceso a la estación de San Fernando-Bahía Sur.
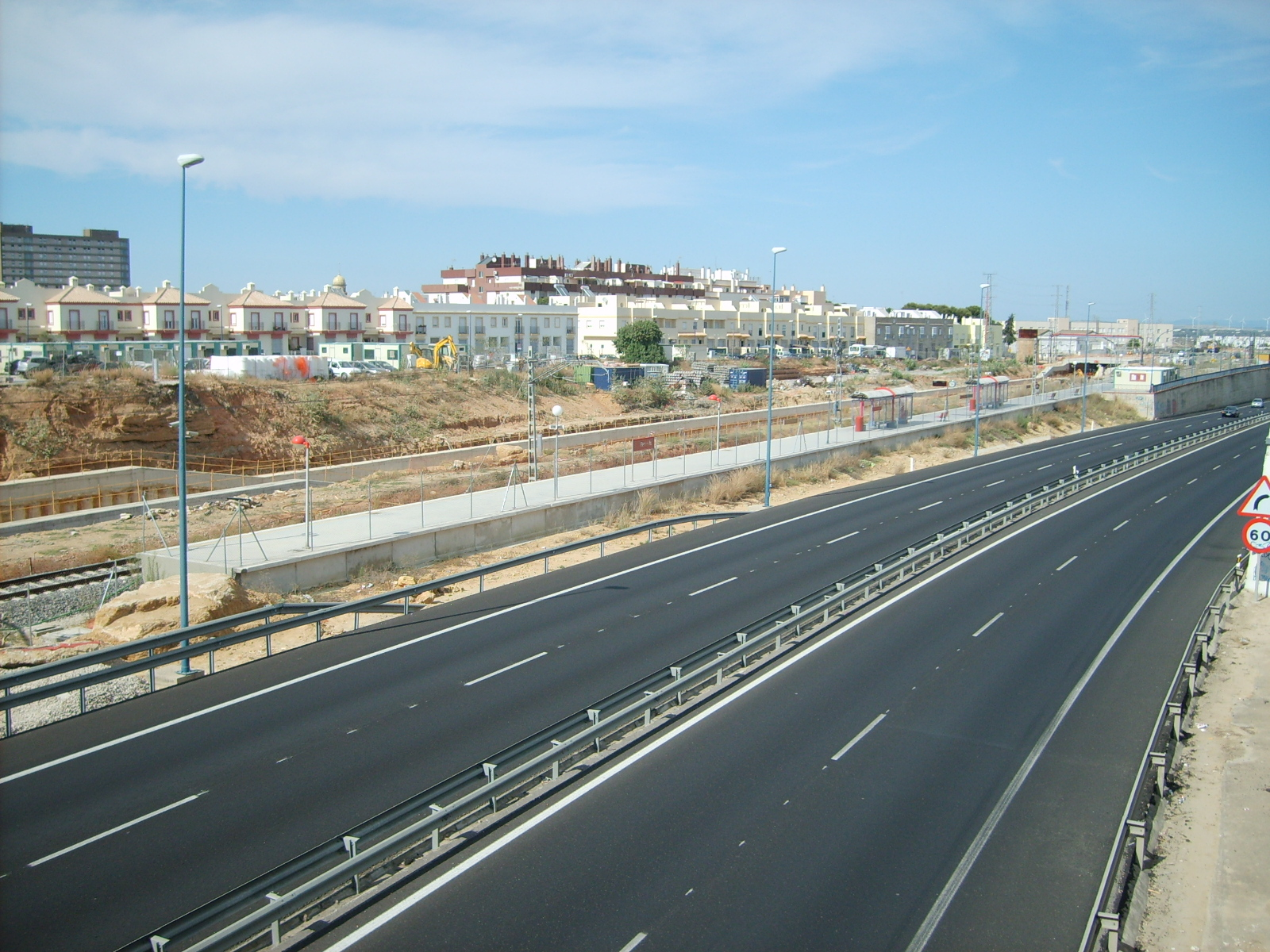
Al fondo, la estación de San Fernando-Centro.
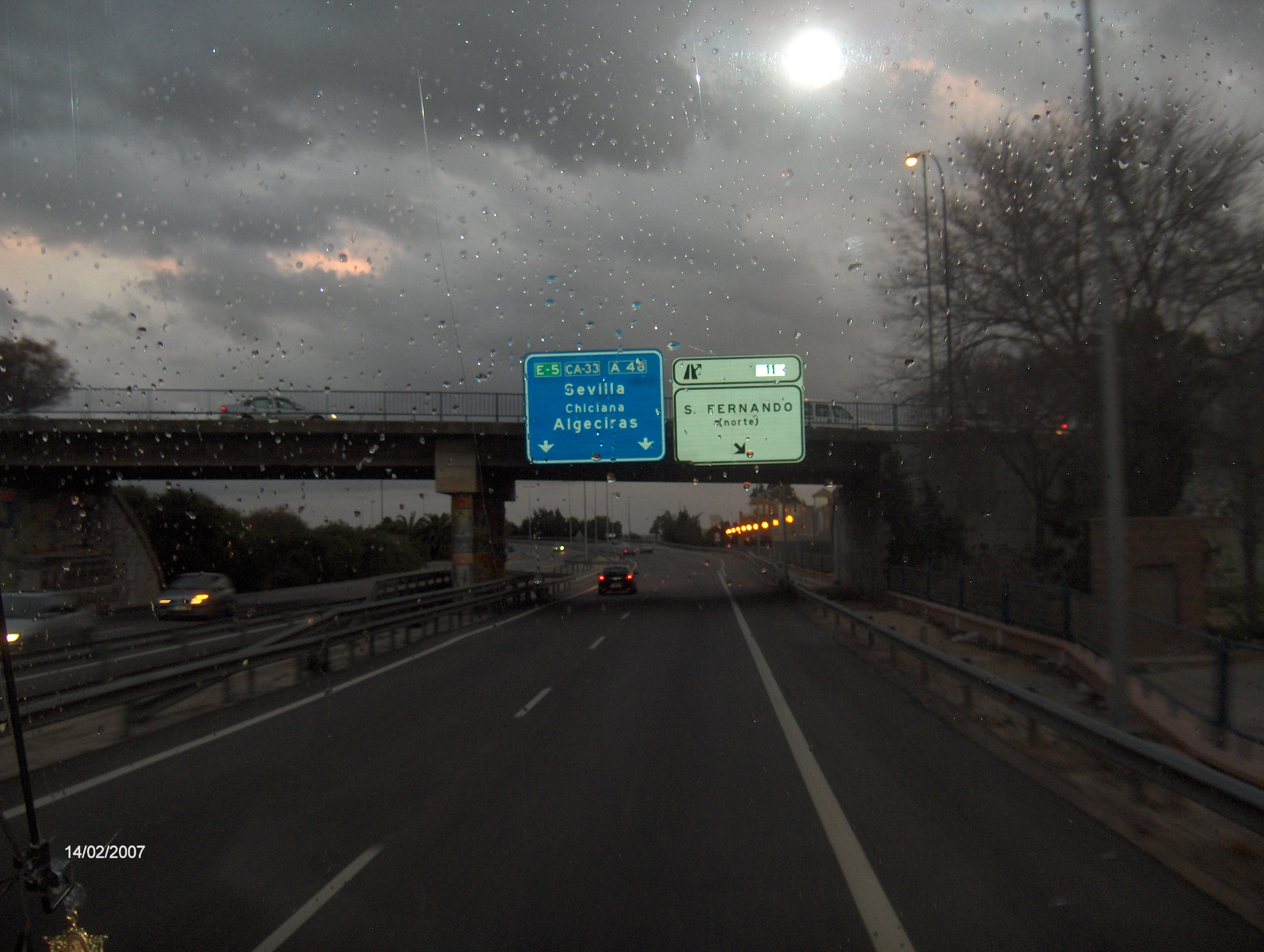
La autovía a la salida de San Fernando.